# Зернохранилище

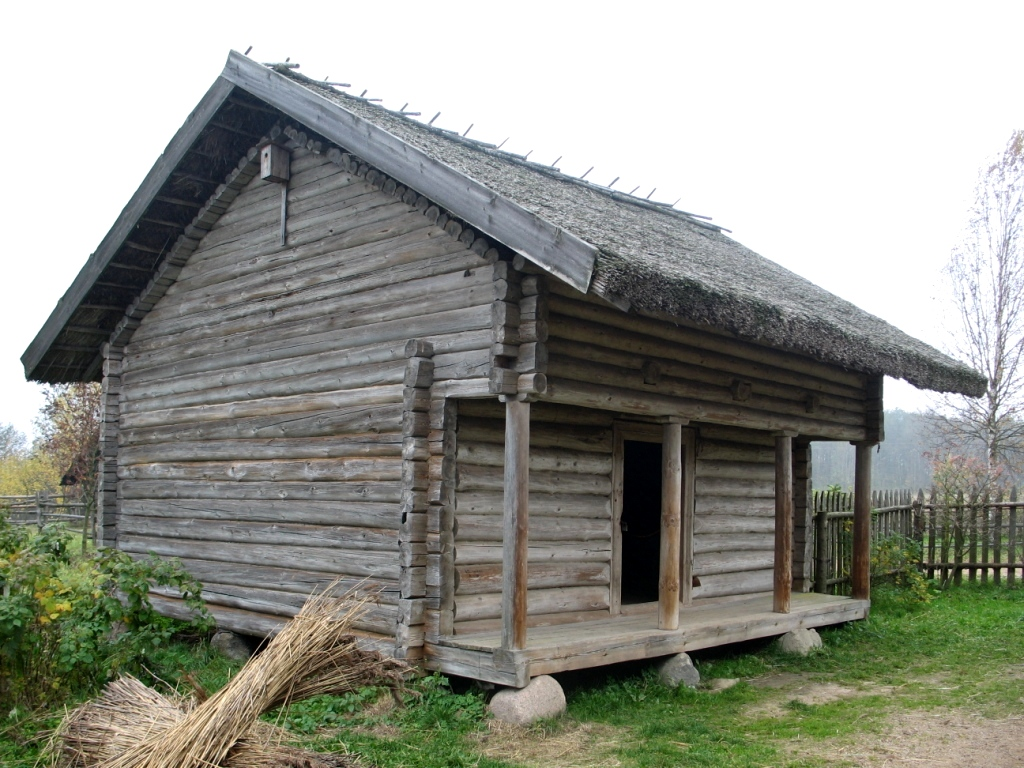
Амбар (клеть) с рундуком в музее народной архитектуры и быта. Минск

Зернохрани́лище — здание или сооружение для хранения зерна. 3ернохранилище должно отвечать следующим требованиям:
- Надёжно сохранять зерно, защищая его от различных видов воздействия:
  - атмосферных осадков;
  - грунтовых и поверхностных вод;
  - грызунов, птиц и иных вредителей зерна и зернопродуктов.
- Быть удобным для загрузки и выгрузки зерна и контроля за его состоянием.

Зернохранилища строятся либо недалеко от мест переработки зерна (мельницы, заводы), либо вблизи транспортных узлов (морские и речные порты, железнодорожные узлы).
В качестве первых примитивных зернохранилищ использовались ямы, вырытые в земле. Древними греками для хранения зерна использовались большие керамические сосуды — пифосы.
Проблемы строительства и эксплуатации зернохранилищ и по сей день остаются актуальными в развивающихся странах, где потери зерна при хранении могут достигать 10 %.

## Классификация зернохранилищ
По типу ёмкостей для хранения зерна различают напольные, закромные и силосные зернохранилища. Напольные и закромные также именуются зерноскладами или амбарами.

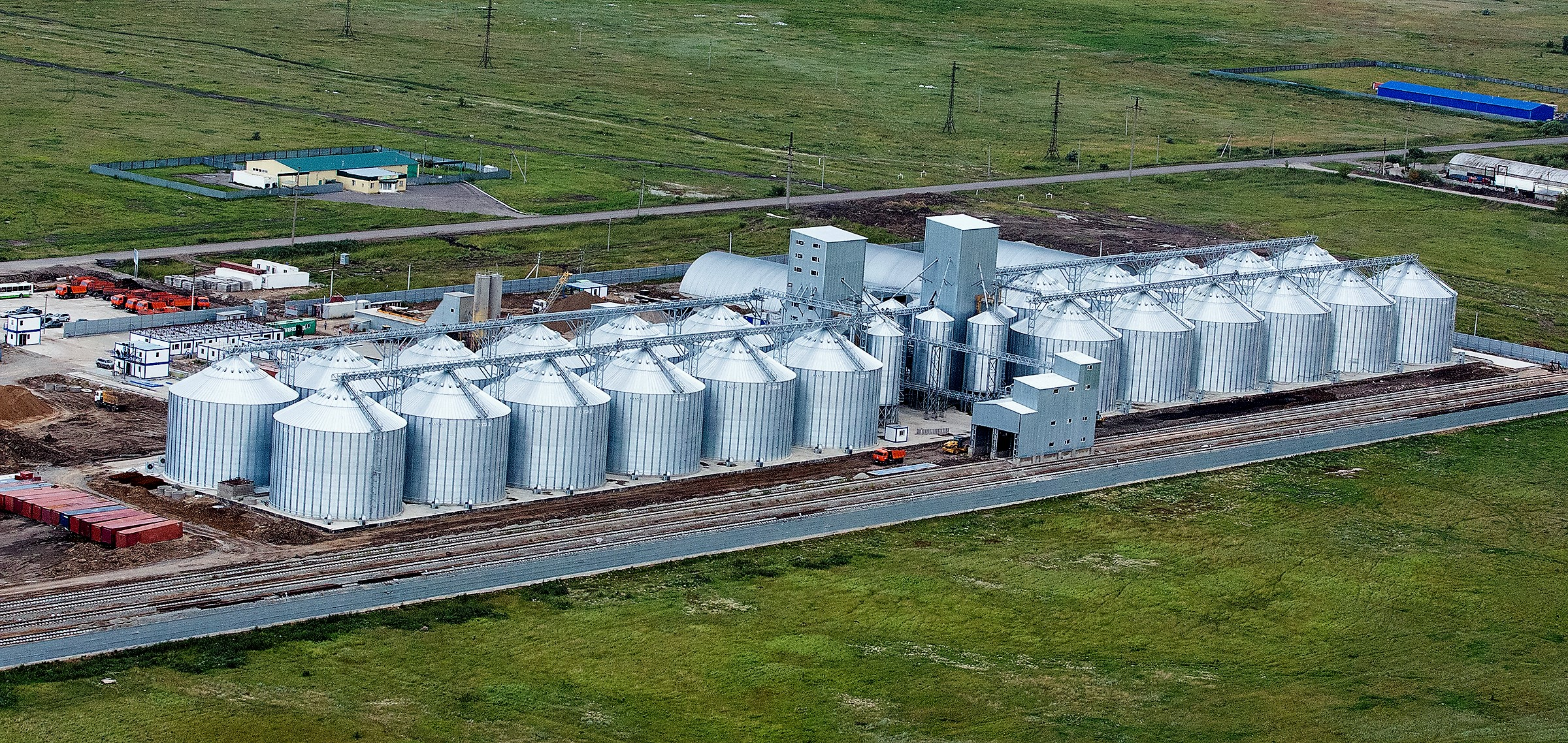
Зерновой элеватор SCAFCO на 120 000 т хранения в Казахстане. 2015 г.

- В напольных зернохранилищах большие массы однородного зерна хранятся непосредственно на полу. Сходный вид — бунтовые площадки, на которых рассыпанное зерно хранится под навесом или укрытием из расстеленного сверху материала (обычно брезента либо полимерной плёнки).
- Закромные (бункерные) зернохранилища представляют собой либо склады, разделённые перегородками на отдельные отсеки — закрома, либо склады с бункерами, которые имеют наклонные или конусные днища. В таких зернохранилищах хранят мелкие партии зерна различных культур и сортов. Кроме того, некоторые виды семян (подсолнечник, клещевина, горчица) требуют хранения только в вентилируемых насыпях небольшой высоты.
- Силосные зернохранилища (зерновые элеваторы) представляют собой высокие силосы — ёмкости, круглые или прямоугольные в плане, с днищами в виде конусов. Данный тип зернохранилищ является наиболее совершенным, поскольку позволяет полностью механизировать процесс погрузки и выгрузки зерна.

### Зернохранилища России
В 2021 году в России было введено в действие дополнительных производственных мощностей зерносеменохранилищ в объеме 1 2045 тыс. т единовременного хранения, что на 45% больше, чем годом ранее. В 2021 были введены в строй механизированные зерносклады суммарным объемом 204 тыс. т единовременного хранения (+33% к показателю 2020 г.). 